# 알카에다의 아프리카 개입

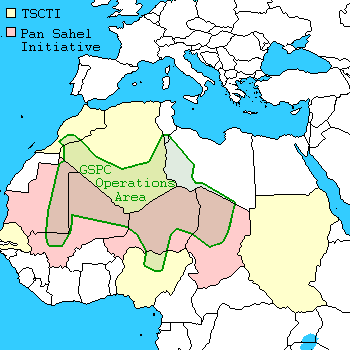
이슬람 마그레브(구 GSPC) 작전 지역의 알카에다

알카에다는 아프리카에서 작전을 수행하고 조직원들을 모집했다. 북아프리카와 에리트레아, 소말리아 내전의 대한 다량의 폭격에 대한 지원자들이 포함되어 있었다. 1991년부터 1996년까지 오사마 빈 라덴과 다른 알카에다 지도자들은 수단에 근거지를 두고 있었다.

## 알제리
알카에다 이슬람 마그레브 지부로 불리는 살라피스트 설교 및 전투 그룹이 알제리 정부에 대항하여 반란을 일으켰다. 이는 2002년에 끝난 알제리 내전과 분리된 것이며 2007년 알제리, 바트나, 델리에서 일어난 폭탄 테러와 관련이 있다.
이 단체는 알제리, 프랑스, 미국, 스페인의 목표물을 공격할 것이라고 선언했다. 미국 국무부는 이들을 외국인 테러리스트 조직으로 지정하였고, 유럽 연합 역시 이들을 테러리스트 조직으로 분류했다.

## 에리트레아
2007년 1월 소말리아와 에티오피아 연합군이 이슬람법정연합(ICU)을 소말리아에서 몰아내자 미국은 에리트레아가 일부 지도부에게 안전한 피난처를 제공했다고 비난했다. 미국은 또한 에리트레아가 소말리아 정부를 공격하는 "반군에게 자금을 지원하고, 무장하고, 훈련시키고, 조언하는" 것을 계속했기 때문에 비난했다. 소말리아 지방 정부에 따르면 일부 에리트레아 군인들이 소말리아 정부에 맞서 아랍과 알카에다 전사들과 함께 일하는 것이 목격되었으며, 외국 동맹군은 정부 진지를 공격했다.
2007년, 에리트레아 정부가 소말리아에서 반란의 지도자들을 보호하고 있다는 보고가 있었다. 유엔은 소말리아에 대한 에리트리아의 지원과 알카에다와의 연관성에 대해 계속해서 보고했다. 이에 따라 유엔 안전보장이사회는 에리트레아가 국제 무기 금수 조치를 위반하고 아프리카 평화유지군이 배치됐음에도 알카에다와 연계된 것으로 알려진 소말리아 반군 단체에 비밀리에 대량의 무기를 공급했고, 그것은 "알샤바브(알샤바브와 함께 부상한 극단주의 단체)에 제공됐다"고 밝혔다. 9/11 테러 이후 소말리아로 돌아가기 전에 알카에다와 함께 아프가니스탄에서 훈련했던 ICU 위원회 지도자 셰이크 하산 다히르 에이미스의 친족이자 후견인인 아덴 하시 파라가 이끌고 있다. ) 2006년 12월부터 에리트레아를 경유하여". 셰이크 아위스 자신과 알카에다와 연관이 있는 것으로 의심되는 이슬람 법정 연합의 다른 회원들은 셰이크 아위스를 알 카에다에 속해 있거나 연관이 있는 사람들의 명단에 올려놓고 있지만 그는 부인하고 있다. ) 소말리아 과도정부에 대한 그들의 전투적인 반대를 강화하기 위해 에리트레아에서 회의를 조직했다.

## 케냐
2002년, 미국 대사관 폭탄 테러 이후 케냐에서 또 다른 성공적인 테러 공격이 있었고, 이스라엘 관광객들 사이에서 인기 있는 몸바사 리조트 호텔에 대한 차량 폭탄 공격은 15명의 목숨을 앗아갔다. 호텔 폭탄 테러는 실패한 비행기 공격 20분 후에 발생했는데, 그 비행기 공격은 한 테러리스트가 공항에서 이륙하던 261명의 승객을 태운 이스라엘 여객기를 향해 SA-7을 발사했을 때였다.

## 리비아
2007년 11월 3일, 알 자와히리는 이슬람 웹사이트에 올린 28분 분량의 녹음에서 "리비아 이슬람 전투단원들이 알카에다에 합류한다고 발표했다"고 주장했다. 이슬람 전투 조직은 1995년 리비아 지도자 무아마르 카다피를 타도할 것을 맹세하면서 처음으로 존재를 발표했다. 2001년, 이 단체는 "알카에다에 속하거나 관련된" 유엔의 개인 및 기관 목록에 추가되었다.
2011년 리비아 내전 당시 유명한 반군 사령관이었던 압델하킴 벨하지는 이탈리아 신문 Il Sole 24 Ore와의 인터뷰에서 그의 신병 중 상당수가 알카에다와 연관이 있다고 인정했다. 리비아 인민해방군의 주요 파벌 중 하나는 리비아 이슬람 운동이었다. 리비아 이슬람 전투단으로 알려진 이 단체는 알카에다의 마그레브파와 관련이 있는 것으로 잘 알려져 있다.
2011년 11월 1일, 무아마르 카다피가 사망한 지 한 달도 지나지 않아 벵가지 도심 법원 옥상에서 알카에다 깃발이 휘날리는 모습이 목격되었다.
알카에다의 개입 정도는 아직 알려지지 않았다. MI6가 리비아 이슬람 운동과 협력하는 데 어떤 역할을 했는지에 대한 우려의 목소리가 나왔다. 존 브레넌 백악관 국가안보보좌관은 "리비아 내부에서 상당한 혼란과 격변이 발생했기 때문에 걱정된다"며 "무기 재고가 쌓여 있다 - 우리가 미사일 시스템을 이야기하든 자동 무기를 이야기하든 - 이것들은 우리와 유럽이 가지고 있는 것들이다.eu 동맹국들은 일부 통제권을 얻기 위해 TNC[과도 국가평의회] 및 리비아 당국과 매우 긴밀하게 협력하고 있다. 그는 "알카에다가 이들 무기를 획득하지 못하도록 모든 조치를 취할 것"이라고 말했다.

## 소말리아
2012년 2월, 알샤바브는 공식적으로 알카에다에 충성을 맹세했다. 알-카에다 지도자 아이만 알-자와히리에게 보낸 음성 메시지에서 알-샤바브 지도자는 "알-샤바브의 군인들과 지휘관들을 대표하여, 우리는 당신에게 충성을 맹세한다"고 말했다. 그러므로 우리를 순교자 오사마가 그린 지하드와 순교의 길로 인도해 주십시오."
소말리아에서 알카에다의 활동은 1992년 초에 시작된 것으로 알려져 있다. 1992년부터 1994년까지 유엔 임무를 수행하는 동안 조직의 역할은 소수의 훈련사들로 제한되었다. 알리 모하메드와 다른 알카에다 조직원들은 분파 지도자 모하메드 파라 아이디드에게 충성하는 군대를 훈련시켰다고 한다. 오사마 빈 라덴은 ABC의 존 밀러와의 인터뷰에서 알카에다 요원들을 소말리아에 보냈다고 주장했다. 인터뷰에 참석한 알카에다 전사 중 한 명은 소말리아에서 미군 3명의 목을 직접 베었다고 주장했다. 블랙호크 다운의 저자인 마크 보우든은 테러리스트 조직이 아이디드의 부하들 중 일부를 훈련시켰지만, 그들은 개인적으로 1993년 모가디슈 전투에서 미군과의 싸움에 가담하지 않았다고 말한다.
알카에다는 소말리아의 무장 이슬람 법정 연합(ICU) 전선과도 연관되어 있었다. 1998년 미국 대사관 폭탄 테러와 2002년 몸바사 호텔 폭탄 테러를 포함하여 케냐와 인접한 소말리아의 최남단에 있는 라스 캄보니에서 여러 테러 공격이 계획된 것으로 여겨진다. 2006년 6월 22일, 젠다이 프레이저 아프리카 담당 차관보는 미국이 동아프리카 대사관과 케냐의 호텔을 공격한 용의자들을 체포하기 위해 ICU의 도움을 구하고 있다고 발표했다. 그녀는 소말리아에 있는 것으로 의심되는 사람들(이름과 국적)을 다음과 같이 열거했다. 파줄 압둘라 모하메드(코모로), 살레 알리 살레 나반(케냐), 아부 타하 알 수단(수단)이 그 뒤를 이었다. ICU가 협조하지 않자 미국은 먼저 경쟁 파벌에 자금을 지원한 뒤 에티오피아군의 공격에 따라 모가디슈의 ICU 통치가 무너지자 제한적인 공습으로 뒤따랐다. 미 국방부는 ICU 소속 고위급 알카에다 조직원이 소말리아에서 체포돼 관타나모 만에 있는 미군 교도소로 이송됐다고 밝혔다.
ICU가 해체된 후, 알카에다는 알샤바브와 강력한 관계를 구축했다고 한다.
2009년 9월, 살레 알리 살레 나반이 소말리아에서 군사 공격 중 사망한 것으로 추정된다. 그는 알카에다의 최고 용의자였으며 2002년 케냐의 한 호텔과 이스라엘 여객기에 대한 공격에 책임이 있는 것으로 생각되었다.

## 수단
1991년, 최근 권력을 잡은 이슬람 단체인 수단의 국가이슬람전선( National Islamic Front )은 알 카에다를 초청해 작전 본부를 수단으로 이전했다. 몇 년 동안 알 카에다는 재정적 통합의 기간으로 간주될 수 있는 몇몇 사업(수출입, 농장, 건설 회사 포함)을 운영했다. 이 단체는 수도 하르툼과 포트 수단을 연결하는 1200km의 주요 고속도로를 건설했다. 그러나, 그들은 또한 총기와 폭발물 사용에 대한 공작원들을 훈련시키는 많은 캠프를 운영했다.
1996년 미국은 오사마 빈 라덴이 1994년 이집트 대통령 호스니 무바라크를 에티오피아 아디스 아바바에서 암살을 시도한 것과 관련이 있을 수 있다는 이유로 그를 수단에서 추방하라는 압력을 넣었다.
오사마 빈 라덴은 1996년 말 200명이 넘는 지지자들과 그들의 가족들과 함께 비행기를 타고 아프가니스탄 잘랄라바드에 도착하면서 마침내 잘 수행된 작전으로 수단을 떠났다.